# Mina Tobler

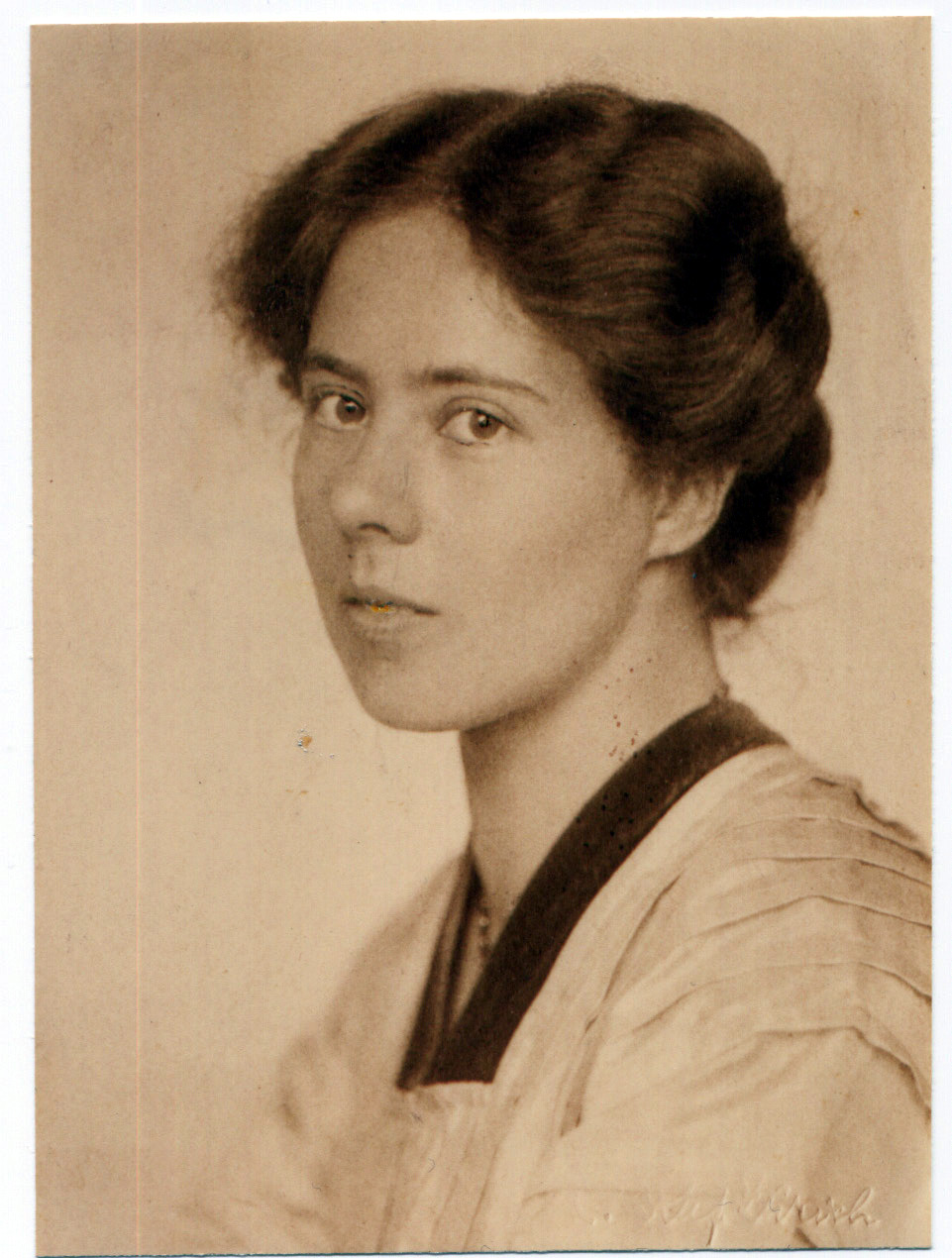
Mina Tobler

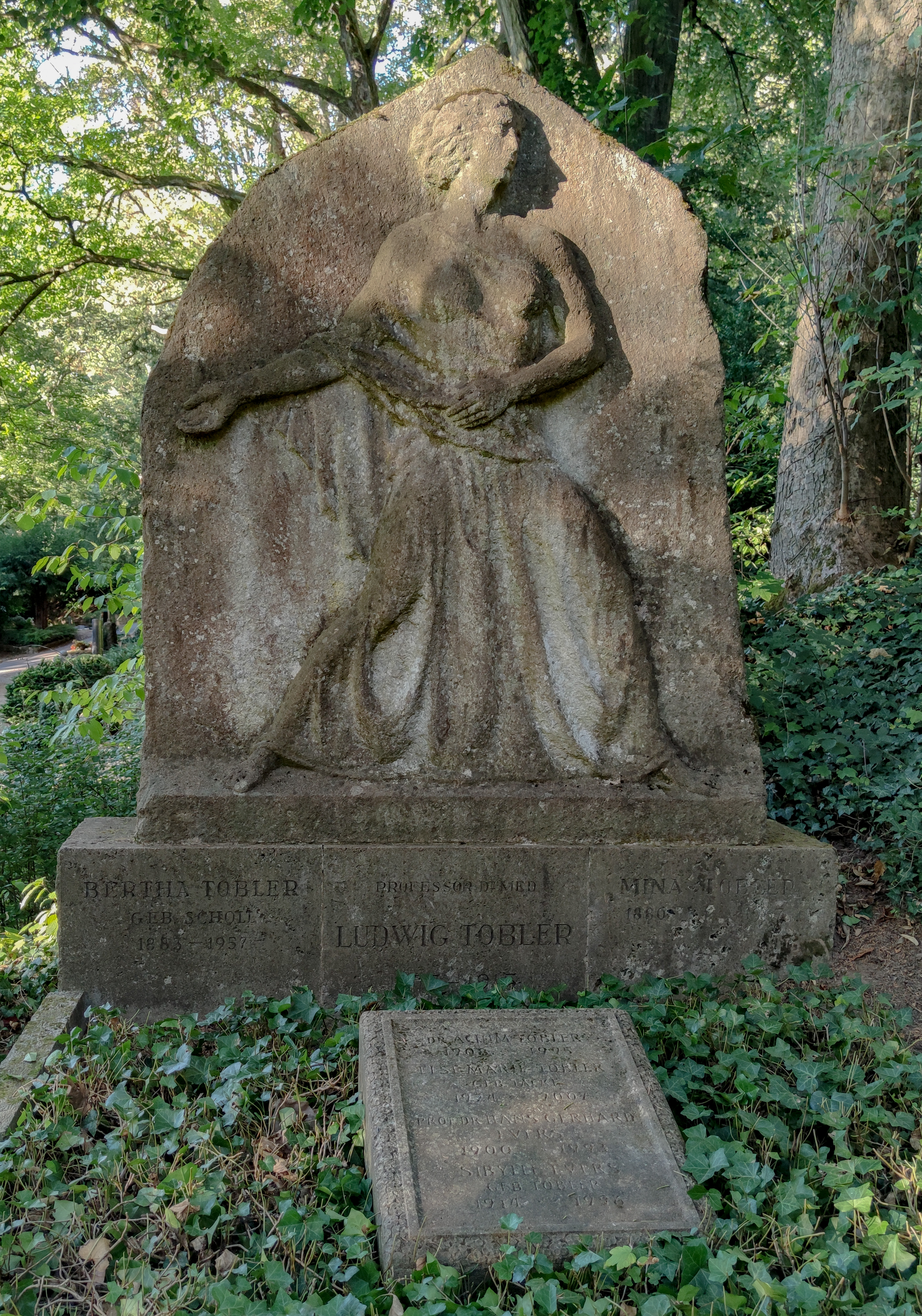
Grabstätte Tobler, Die Säende von Hermann Haller

Mina Tobler (* 24. Juni 1880 in Zürich; † 5. Januar 1967 in Heidelberg) war eine Schweizer Pianistin und Klavierpädagogin.

## Leben und Wirken
Mina Tobler war das vierte und jüngste Kind des Sprachwissenschaftlers Johann Ludwig Tobler und dessen Gattin Henriette geborene Hattemer sowie Enkelin des Sprach- und Literaturwissenschaftlers Heinrich Hattemer. Mina erhielt von 1901 bis 1905 an den Konservatorien von Leipzig, Zürich und Brüssel sowie bei Conrad Ansorge in Berlin eine Ausbildung als Pianistin und als Liedbegleiterin am Klavier.
Nachdem ihr Bruder Ludwig Tobler (1877–1915) Assistenzarzt an der Universitäts-Kinderklinik in Heidelberg geworden war, zog sie an den Neckar und blieb in Heidelberg, auch nachdem Ludwig Tobler als Ordinarius für Kinderheilkunde und Direktor der Kgl. Universitäts-Kinderklinik nach Breslau gegangen war.
Sie machte sich mit 25 Jahren als Klavierlehrerin in Heidelberg selbständig. Die Pianisten Rudolf Müller-Chappuis und Dorothea Braus (1901–?) waren ihre Privatschüler.
Der Philosoph Emil Lask (1875–1915) machte die Pianistin und Klavierlehrerin 1909 mit Max und Marianne Weber bekannt. Durch ihr sympathisches und gewinnendes Wesen gehörte Mina Tobler schon bald dem engsten Freundeskreis der Webers an. Ein Liebesverhältnis zwischen Mina Tobler und Max Weber  bestand von 1912 bis 1919, die Freundschaft zu Marianne Weber († 1954) und Else Jaffé-von Richthofen († 1973) überdauerte den Tod von Max Weber im Juni 1920.
Auf dem Bergfriedhof in Heidelberg hat Mina Tobler zusammen mit ihrem Bruder Ludwig Tobler und dessen Frau Bertha geborene Scholl ihre letzte Ruhe gefunden. Die Grabstätte schmückt ein Relief des Schweizer Bildhauers Hermann Haller «Säender Engel».

## Werke
- Mina Tobler: Neue Schule des Klavierspiels. Süddeutscher Musikverlag Willy Müller, ISMN 979-0-2021-0853-6.